# Hicham Sigueni
Hicham Sigueni (en arabe : هشام سڭني ; né le 30 janvier 1993 à Béni Mellal) est un athlète marocain spécialiste du 3 000 mètres steeple.

## Biographie
En 2012, il remporte le Meeting International de la Province de Liège en 8 min 21 s 78, ce qui constitue encore le record de la course. Encore junior, il participe cette année-là au 3 000 mètres steeple masculin aux Jeux olympiques d'été de 2012, où il ne se qualifie pas en finale.
En 2015, il remporte devant son compatriote Brahim Taleb le DN Galan à Stockholm, en 8 min 16 s 54, son record personnel. Lors du 3 000 mètres steeple masculin aux championnats du monde d'athlétisme 2015, il ne se qualifie pas en finale, terminant 7e de sa série.
En 2016, pour ses deuxièmes Jeux olympiques, il est éliminé en série en étant premier non-qualifié au temps en 8 min 27 s 82.

### Palmarès
| Date | Compétition                    | Lieu       | Résultat | Épreuve         | Performance    |
| ---- | ------------------------------ | ---------- | -------- | --------------- | -------------- |
| 2009 | Championnats du monde cadets   | Bressanone | 4e       | 3 000 m         | 8 min 12 s 88  |
| 2010 | Jeux olympiques de la jeunesse | Singapour  | 3e       | 3 000 m         | 8 min 08 s 55  |
| 2011 | Championnats panarabes         | Al-Aïn     | 3e       | 5 000 m         | 15 min 38 s 15 |
| 2011 | Jeux panarabes                 | Doha       | 9e       | 1 500 m         | 3 min 42 s 21  |
| 2012 | Championnats du monde juniors  | Barcelone  | 3e       | 3 000 m steeple | 8 min 30 s 14  |
| 2017 | Jeux de la Francophonie        | Abidjan    | 2e       | 3 000 m steeple | 8 min 45 s 27  |
| 2018 | Championnats d'Afrique         | Asaba      | 10e      | 3 000 m steeple | 8 min 47 s 02  |

### Records
| Épreuve              | Performance    | Lieu      | Date            |
| -------------------- | -------------- | --------- | --------------- |
| 5 000 mètres         | 13 min 26 s 32 | Rabat     | 5 juin 2011     |
| 3 000 mètres steeple | 8 min 16 s 54  | Stockholm | 30 juillet 2015 |
| semi marathon        | 1 h 01 min 40s | a coruña  | 13 février 2023 |
| 10 km                | 28 min 28s     | castellon | 26 février 2023 |
| 20 km                | 57 min 54s     | paris     | 8 octobre 2023  |